# Giovan Battista Vermiglioli

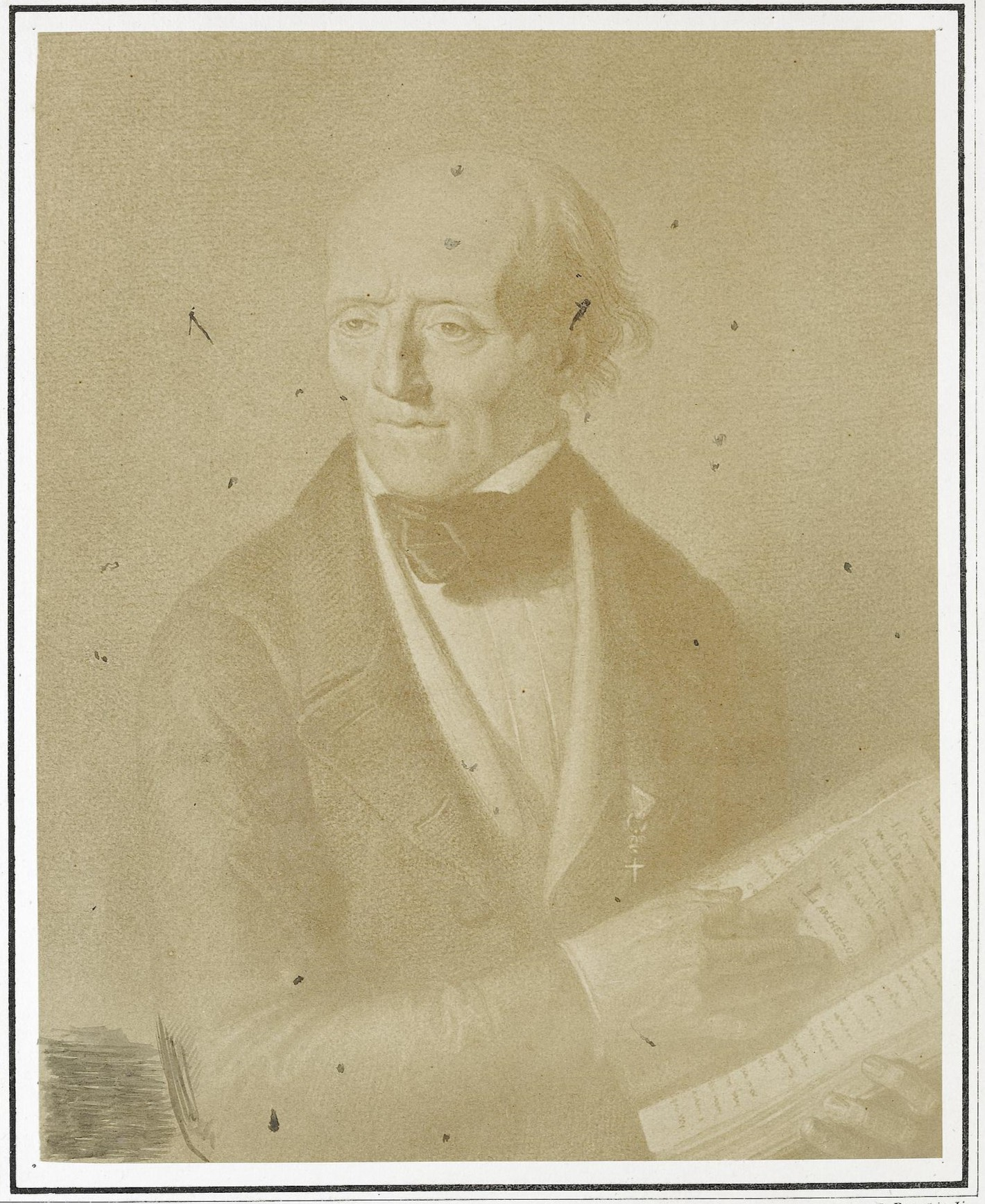
Giovan Battista Vermiglioli, dipinto di Salvatore Valeri su disegno di Domenico Bruschi.

Giovan Battista Vermiglioli (Perugia, 1769 – Perugia, 1848) è stato un archeologo, storico e numismatico italiano.

## Biografia
Appartenne ad una delle più antiche e nobili famiglie perugine, ricoprì la cattedra di archeologia all'Università di Perugia dal 1810 al 1846. Le sue ricerche contribuirono ad incrementare le collezioni dei Musei Civici, oggi conservate nel Museo archeologico nazionale dell'Umbria di Perugia. Scrisse centinaia di opere e lavori, molti anche inediti, di archeologia e storia dell'arte antica, che lo portarono ad avere una fama a livello nazionale ed internazionale. Insegnò anche all'Accademia di Belle Arti e fondò l'Accademia dei Filedoni.
Il grande archeologo è sepolto nella chiesa di San Filippo Neri a Perugia, nel sepolcro della famiglia Barigiani collocato al centro della crociera dell'edificio.
Al Museo Archeologico Nazionale dell'Umbria, dopo la prima rampa di scale che porta al primo piano, è posto un busto lapideo del Vermiglioli realizzato dallo scultore Domenico Mollaioli nel 1866.